# Kazieki
Kazieki (biał. Казекі; ros. Казеки, Kazieki) – wieś na Białorusi, w obwodzie witebskim, w rejonie orszańskim, w sielsowiecie Zubrewiczy, nad Uljanauką. 